# Marc Copland

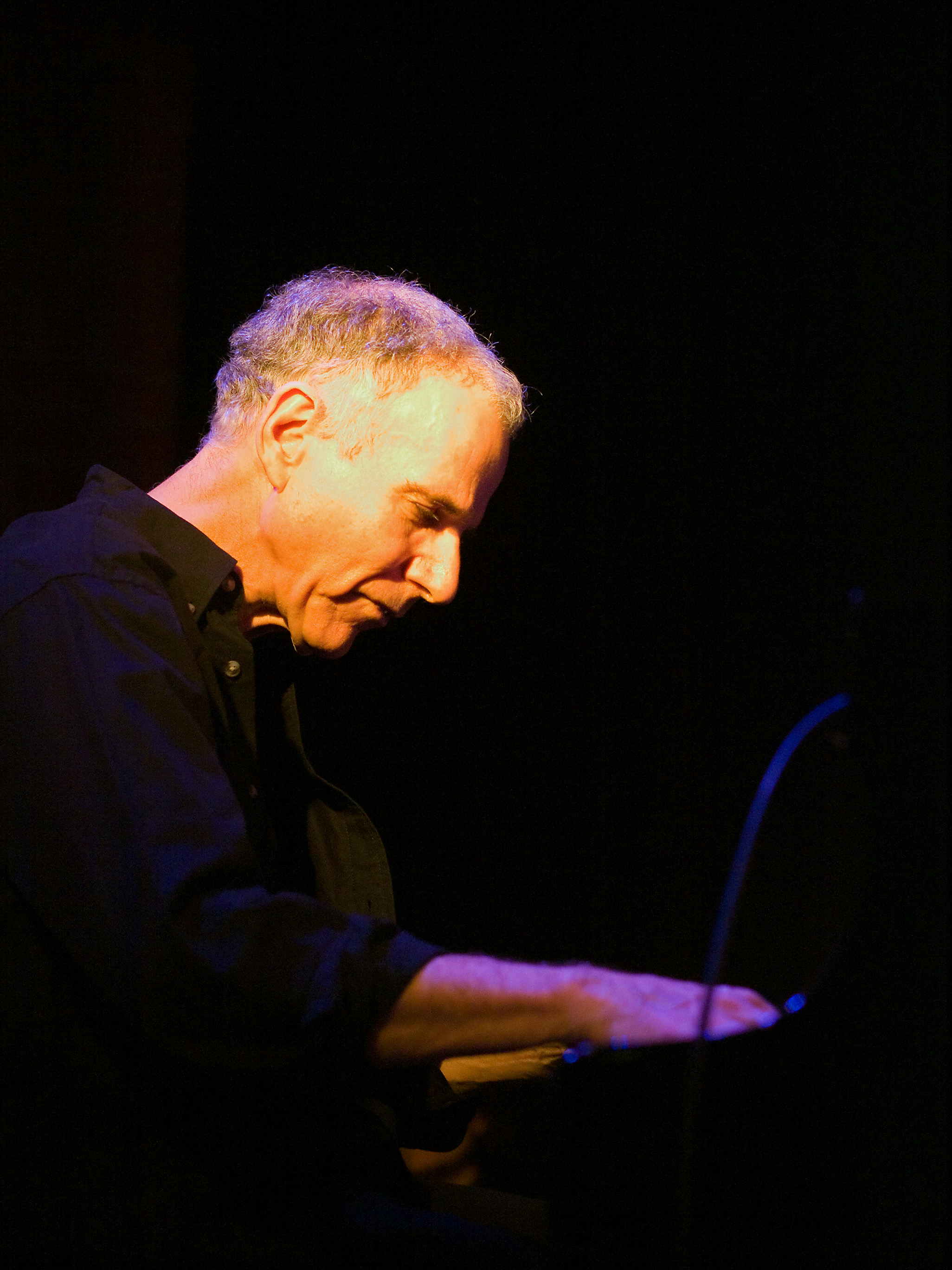
Marc Copland im Jazzclub Unterfahrt (München 2010)

Marc Copland (* 27. Mai 1948 in Philadelphia, Pennsylvania als Marc Cohen) ist ein amerikanischer Jazz-Musiker (Piano, Keyboards und Komposition, zunächst auch Saxophon).

## Leben und Wirken
Marc Copland  begann seine Karriere Anfang der 1960er Jahre in der Jazzszene seiner Heimatstadt Philadelphia zunächst als Saxophonist und spielte dort auch mit Michael Brecker; später zog er nach New York City, wo er an der Columbia University studierte und mit einem elektrisch verstärkten Altsaxophon experimentierte. In dieser Zeit arbeitete er auch mit John Abercrombie, der an dem Fusion-Album Friends mitwirkte. Nachdem seine Anfänge als Saxophonist (und gelegentlicher Pianist) unbefriedigend verliefen, zog er sich zum Üben mehrere Jahre von der Szene zurück, um dann als Marc Copland ganz neu (und auch in neuem musikalischen Umfeld) als Pianist zu starten. Er zog dann in die Gegend um Baltimore und Washington, D.C., gab das Saxophonspiel ganz auf und betätigte sich fortan als Jazzpianist. In dieser Zeit arbeitete er mit Musikern wie Randy Brecker, Bob Berg, Hank Crawford, Art Farmer, Curtis Fuller, Tom Harrell, Eddie Harris, Harold Land, Blue Mitchell, Dave Liebman, Bob Mintzer, Sonny Stitt und Gary Peacock; letzterer wurde später ein langjähriger musikalischer Partner. Mitte der 1980er Jahre kehrte er mit dem Bassisten Drew Gress nach New York zurück und arbeitete als Solist wie auch in verschiedenen Formationen, etwa mit Bob Belden,  Jane Ira Bloom, Joe Lovano, Herbie Mann, James Moody, mit dem drei Jahre lang auf Tourneen ging, John Scofield, Jim Snidero und Dave Stryker. Außerdem trat er mit eigenen Bands in Clubs auf. Mit My Foolish Heart nahm  Copland 1988 auf dem Label Jazz City sein Debütalbum auf, an dem John Abercrombie, Gary Peacock und Jeff Hirshfield mitwirkten. Auf dem Jazz-City-Label nahm Copland in der Folge noch zwei weitere Alben auf, All Blues At Night (1992) und ein Duo-Album mit Songs Without End (1994).
Daneben arbeitete er weiter mit seinem lokalen Trio und Quartett, 1990 mit Ralph Penland und Dieter Ilg, ab 1992 mit Gary Peacock und Billy Hart (Paradiso auf Soul Note). In den 1990er Jahren arbeitete er auch mit Vince Mendoza zusammen; mit dem japanischen Produzenten Takao Ogawa entstand für das reaktivierte Label Savoy Records das All-Star-Quintett Stompin’ with Savoy, an dem noch  Randy Brecker und Bob Berg, später auch Joe Lovano, Michael Brecker und James Genus mitwirkten (Second Look, 1996 und Softly, 1998).
Mitte der 1990er Jahre tourte Copland häufig mit eigenen Formationen durch Europa; zuerst im Duo mit Abercrombie, dann mit Trios und Quartetten. In der Folge entstanden für europäische Labels einige Produktionen, so nahm ihn 2001 Philippe Ghielmetti für sein Label Sketch mit seinem Trio in Paris auf, 2005 produzierte Werner Uehlinger für HatHut Records das Album Lunar mit Dave Liebman, gefolgt von dem Album And... mit Michael Brecker, Abercrombie, Drew Gress und Jochen Rückert.
Anfang der 2000er Jahre trat für Copland das Spiel im Duo in den Vordergrund; seine Partner in den verschiedenen Projekten spielten Instrumente wie Alt-, Sopran- und Tenorsaxophon, Gitarre, Bass und Trompete: Beispielsweise arbeitete er mit Tim Hagans (Between the Lines, Steeplechase, 2000), mit Vic Juris (Double Play, Steeplechase, 2001), David Liebman (Bookends, Hatology, 2002), Greg Osby (auf den Alben Round and Round, Nagel Heyer, 2003 und Night Call, 2004) sowie erneut mit Gary Peacock (What it Says, Sketch, 2004). Außerdem entstand in dieser Zeit ein Album im Duett mit einem weiteren Pianisten, mit Bill Carrothers (No Choice, Minium, 2005).
Parallel zu diesen Aktivitäten setzte Copland die Arbeit mit seinem regulären Trio fort, dem Drew Gress und Jochen Rückert angehörten und mit dem er regelmäßig in New York, auf Konzerten in den USA und auf Europatourneen auftrat. Mit dem Trio entstand das Album Haunted Heart and Other Ballads (Hatology, 2001). Mit einem weiteren Trio aus Kenny Wheeler und John Abercrombie nahm Copland zwei Alben für HatHut und das niederländische Challenge-Label auf, That's for Sure und Brand New (Challenge). Hinzu kam Coplands Arbeit mit seinem Quartett/Quintett, mit dem er Anfang der 2000er Jahre drei Alben mit Standards-Material und Eigenkompositionen produzierte.
Ab 2005 arbeitete Copland an neuen Projekten und nahm Alben für das deutsche Label Pirouet auf, sowohl als Sideman als auch als Leiter eigener Formationen. Some Love Songs schließt an das vorangegangene Balladenalbum Haunted Heart an, wiederum mit Gress und Rückert. Für das Album Modinha (2006) spielte er wieder im Trio mit Peacock und Bill Stewart, für den auf dem Album Voices - NY Trios Vol. 2 Paul Motian Schlagzeug spielte. 2020 legte er das John Abercrombie gewidmete Album John: Piano Solo (Illusions Mirage) vor.
Copland wirkte im Laufe seiner Karriere auch an Aufnahmen von Rez Abbasi, Gordon Brisker, Håkan Broström, John Hart, Peter Herbert, Ron McClure, Jim Snidero, Stan Sulzmann und Dave Stryker mit.
Die Autoren Richard Cook und Brian Morton heben Coplands Spielweise wegen ihrer lyrischen Qualitäten hervor. Scott Yanow erinnert sein Spiel an Bill Evans und Keith Jarrett.

## Diskographische Hinweise
- My Foolish Heart (Jazz City, 1988) mit John Abercrombie, Gary Peacock, Jeff Hirshfield
- All Blues at Night (Jazz City, 1992) mit Tim Hagans, Gary Peacock, Bill Stewart
- At Night (Sunnyside, 1992) mit Gary Peacock and Billy Hart
- Songs Without End (Jazz City Spirit, 1994) Duett mit Ralph Towner
- Paradiso (Soul Note, 1995) mit Gary Peacock and Billy Hart
- Softly (Savoy, 1998) mit Michael Brecker, Tim Hagans, Joe Lovano, Gary Peacock, Bill Stewart
- Lunar (HatHut Records, 2001) mit Dave Liebman
- Haunted Heart and Other Ballads (Hatology, 2001), mit Drew Gress, Jochen Rückert
- That's for Sure (Challenge, 2000), mit John Abercrombie, Kenny Wheeler
- And... (Hatology, 2002), mit Michael Brecker, John Abercrombie, Drew Gress, Jochen Rückert
- Brand New (Challenge, 2003), mit John Abercrombie, Kenny Wheeler
- Time Within Time (Hatology, 2005) Solo piano
- Some Love Songs (Pirouet, 2005), mit Drew Gress, Jochen Rückert
- Modinha – NY Trios Vol. 1 (Pirouet, 2006), mit Gary Peacock, Bill Stewart
- Voices – NY Trios Vol. 2 (Pirouet, 2007), mit Gary Peacock, Paul Motian
- Insight (Pirouet, 2009), mit Gary Peacock
- Speak to Me (Pirouet, 2011), mit John Abercrombie
- Some More Love Songs (Pirouet, 2012)
- Gary Peacock Trio: Now This (ECM, 2015), mit Marc Copland, Joey Baron
- Zenith (Innervoice Jazz 2015), mit Ralph Alessi, Drew Gress und Joey Baron
- Nightfall (Innervoice Jazz, 2017)
- Better by Far (Innervoice Jazz, 2017)
- And I Love Her (llusions Mirage, 2019), mit Drew Gress, Joey Baron
- Jean-Charles Richard/Marc Copland: L’étoffe des rêves (2022), mit Claudia Solal, Vincent Ségal
- Someday (Voicejazz, 2023), mit Drew Gress, Robin Verheyen, Mark Ferber